# هجرس فضي
الهجرس فضي (الاسم العلمي:Cercopithecus doggetti) (بالإنجليزية: Silver Monkey)‏ هو نوع من الحيوانات يتبع جنس الالهجرس من فصيلة سعادين العالم القديم.